# Oliver Evans

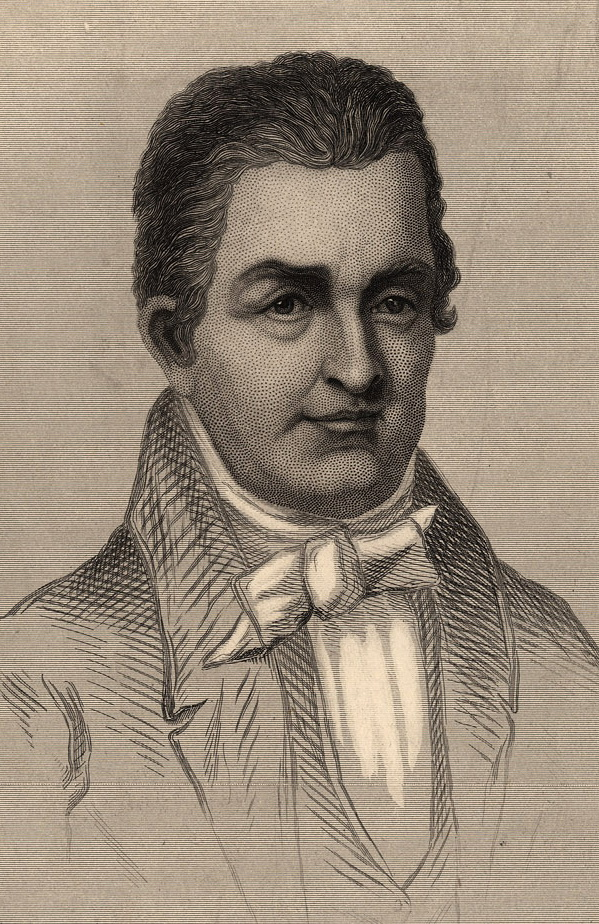
Oliver Evans

Oliver Evans (13 de Setembro de 1755 - 15 de Abril de 1819) foi um inventor norte-americano, criador de um motor a vapor de alta pressão, usado em protótipo de veículo automotor e numa máquina de dragagem.